# Amadeo Scarpi
Amadeo Scarpi (Burano, 15 de septiembre de 1917-Cavallino-Treporti, 19 de agosto de 2011) fue un deportista italiano que compitió en remo. Ganó una medalla de plata en el Campeonato Europeo de Remo de 1950, en la prueba de cuatro con timonel.

## Palmarés internacional
| Campeonato Europeo | Campeonato Europeo | Campeonato Europeo | Campeonato Europeo |
| Año                | Lugar              | Medalla            | Prueba             |
| ------------------ | ------------------ | ------------------ | ------------------ |
| 1950               | Milán (Italia)     | Medalla de plata   | Cuatro con timonel |